# Nagid
Nagid (en hebreo: pronunciado [na.ˈgid]) es una palabra en hebreo: נגִּיד‎ que significa príncipe o dirigente. Este título era a menudo aplicado al dirigente religioso de las comunidades sefardíes en el medievo. En Egipto, el nagid estaba a cargo de todos los judíos viviendo bajo el dominio del sultán egipcio;  se le investía con todo el poder de un rey y podía castigar y encarcelar a quienes se oponían a sus decretos; su deber era también nombrar a los dayyanim (jueces) de cada ciudad.
Según estudiosos musulmanes, la función del nagid (o ra'īs) era representar a la mayoría judía rabínica, pero también para representar a los grupos minoritarios de caraítas y samaritanos. Por lo tanto, su función era "unir a estas comunidades judías y evitar su separación", principalmente por ser una figura de autoridad legal en concordancia a las leyes y costumbres.
Entre las personas que ocuparon este título se encuentran:
- Samuel ibn Naghrillah (Shmuel Ha-Naggid)
- Joseph ibn Naghrela (Yosef Ha-Naggid)
- Maimónides
- Abraham ben Moisés ben Maimon
- Yehoshua Hanagid